# Tom Henderson
Thomas Edward "Tom" Henderson (Newberry (Carolina do Sul), 26 de janeiro de 1952) é um ex-basquetebolista estadunidense.
O armador de 1,88 m da Universidade do Havaí, foi selecionado pelo Atlanta Hawks na primeira rodada do Draft da NBA de 1974. Ele passou por nove produtivos anos (1974-1983) de sua profissional carreira, jogando pelos Hawks, os Washington Bullets e o Houston Rockets. Henderson acumulou 6.088 pontos e 3.136 assistências na carreira, e ele chegou às finais da NBA três vezes, ganhando com os Bullets em 1978.
Desde que se aposentou do basquete, Henderson trabalhou como administrador em uma instalação juvenil de Houston.
Enquanto ainda amador como um estudante universitário, Henderson estava no time de basquete dos Estados Unidos nos Jogos Olímpicos de Verão de 1972 e foi parte da controversa final olímpica do torneio olímpico de basquetebol.
Henderson e o resto da equipe nunca aceitaram a medalha de prata.

## Ligações Externas
- Estatísticas de Carreira no http://www.basketball-reference.com
- Where Are They Now? at http://www.nba.com/rockets